# Mário da Graça Roiter
Mário da Graça Roiter (* 1942) ist ein brasilianischer Diplomat.

## Leben
Mário da Graça Roiter war mit Martha Maria Lopes Pontes (* 3. Oktober 1944 in Rio de Janeiro) verheiratet, ihre Kinder sind Leonora Lopes Pontes Roiter (* 6. Juli 1971 in Rio de Janeiro) und Carolina Lopes Pontes Roiter (* 26. Juni 1974 in Washington, D.C.). 2008 heiratete Roiter Elizabeth Mello Kobylinski.
Roiter ist Master der Betriebswirtschaft des Babson College in Wellesley, Massachusetts. 1979 leitete er die Abteilung Amerika im Itamarity. 1987 war Roiter stellvertretender Generalkonsul in Mailand. 1991 war er Generalkonsul in San Juan (Puerto Rico). 1992 wurde er mit dem Ordem do Mérito Consular ausgezeichnet. 1996 war er Generalkonsul in Atlanta und wurde mit dem Ordem do Mérito das Forças Armadas ausgezeichnet.
Von 2000 bis 2001 war er Geschäftsträger in Belgrad. Von 2002 bis 2005 war er Botschafter in Kuwait. Seit 2009 ist Mário Roiter Botschafter in Tegucigalpa.